# Politique dans les Hauts-de-Seine
Le département français des Hauts-de-Seine est un département créé le 1er janvier 1968 selon la loi du 10 juillet 1964, en remplacement des départements de la Seine et de Seine-et-Oise eux-mêmes créés le 4 mars 1790 en application de la loi du 22 décembre 1789, à partir de l'ancienne province d'Île-de-France. Les 36 actuelles communes, dont presque toutes sont regroupées en intercommunalités, sont organisées en 23 cantons permettant d'élire les conseillers départementaux. La représentation dans les instances régionales est quant à elle assurée par 34 conseillers régionaux. Le département est également découpé en 13 circonscriptions législatives, et est représenté au niveau national par treize députés et sept sénateurs. 

## Représentation politique et administrative

### Préfets et arrondissements

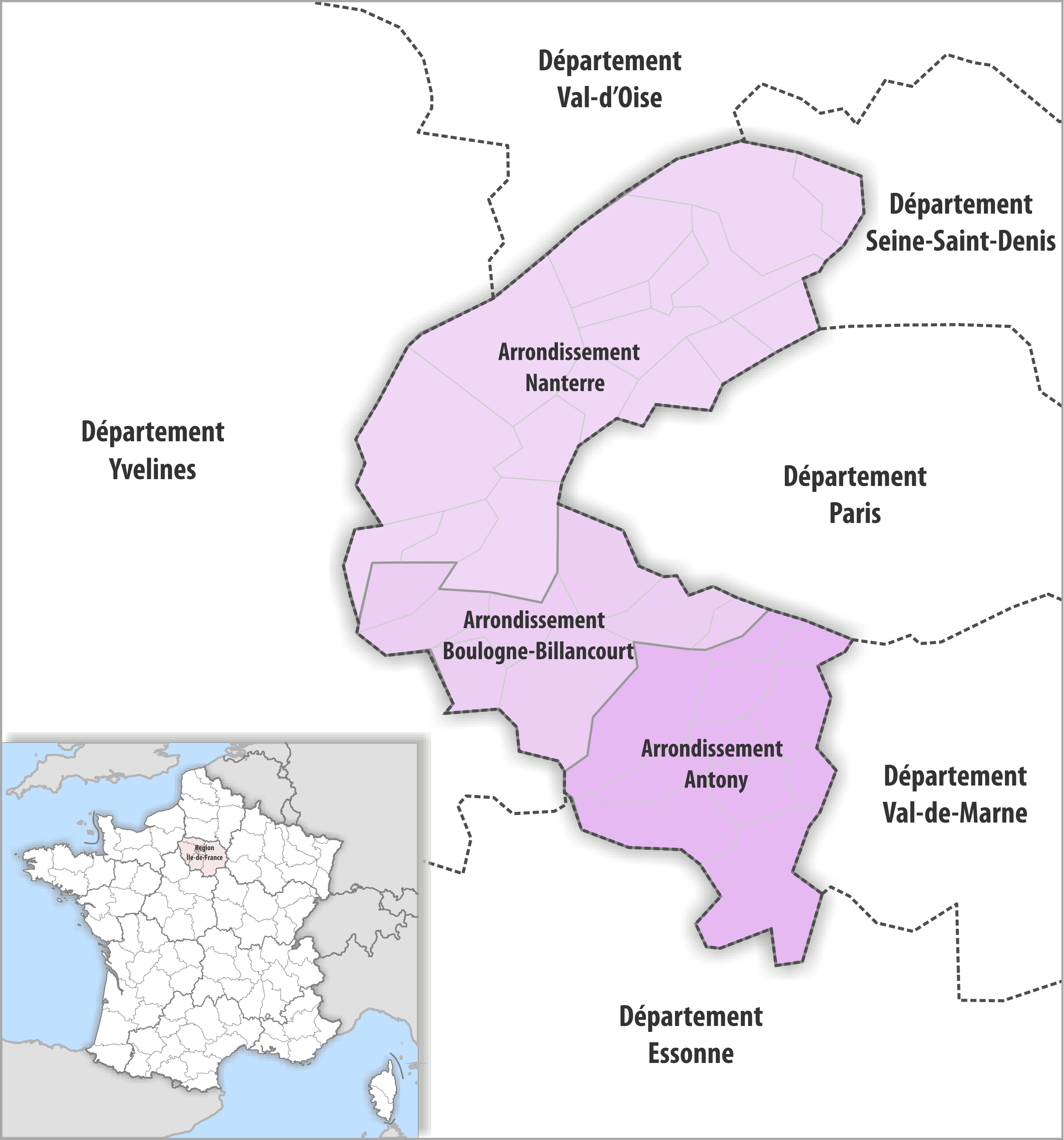
Arrondissements

La préfecture des Hauts-de-Seine est localisée à Nanterre. Le département possède en outre deux sous-préfectures à Antony et Boulogne-Billancourt.

### Députés et circonscriptions législatives

Circonscriptions et affiliations à l'issue des élections de 2024.

| Circ. | Nom                   |  | Parti | Groupe                             | Suppléant                |
| ----- | --------------------- |  | ----- | ---------------------------------- | ------------------------ |
| 1re   | Elsa Faucillon        |  | PCF   | Gauche démocrate et républicaine   | Évelyne Bouchouicha      |
| 2e    | Thomas Lam            |  | LR    | Horizons et indépendants           | Angelina Bourdier-Charef |
| 3e    | Philippe Juvin        |  | LR    | Droite républicaine                | Sybille d'Aligny         |
| 4e    | Sabrina Sebaihi       |  | LÉ    | Écologiste et social               | Jérôme Pellerin          |
| 5e    | Céline Calvez         |  | RE    | Ensemble pour la République        | Sacha Halphen            |
| 6e    | Constance Le Grip     |  | RE    | Ensemble pour la République (app.) | Jules Simiand            |
| 7e    | Pierre Cazeneuve      |  | RE    | Ensemble pour la République        | Valérie Cordon           |
| 8e    | Prisca Thevenot       |  | RE    | Ensemble pour la République        | Virginie Lanlo           |
| 9e    | Élisabeth de Maistre  |  | LR    | Droite républicaine                | Pierre-Christophe Baguet |
| 10e   | Gabriel Attal         |  | RE    | Ensemble pour la République        | Claire Guichard          |
| 11e   | Aurélien Saintoul     |  | LFI   | La France insoumise                | Claire Gabiache          |
| 12e   | Jean-Didier Berger    |  | LR-SL | Droite républicaine                | Carole Guillerm          |
| 13e   | Maud Bregeon          |  | RE    | Ensemble pour la République        | Christophe Mongardien    |
| 13e   | Christophe Mongardien |  | RE    | Ensemble pour la République        | –                        |

### Sénateurs
| Nom                         |  | Parti    | Groupe                                                      | Autres mandats (passés ou actuels)           |
| --------------------------- |  | -------- | ----------------------------------------------------------- | -------------------------------------------- |
| Marie-Dominique Aeschlimann |  | LR       | Les Républicains                                            | Adjointe au maire d'Asnières-sur-Seine       |
| André Gattolin              |  | LREM     | Rassemblement des démocrates, progressistes et indépendants |                                              |
| Xavier Iacovelli            |  | LREM-TdP | Rassemblement des démocrates, progressistes et indépendants | Conseiller municipal de Suresnes             |
| Roger Karoutchi             |  | LR       | Les Républicains                                            |                                              |
| Christine Lavarde           |  | LR       | Les Républicains                                            | Conseiller municipal de Boulogne-Billancourt |
| Hervé Marseille             |  | UDI      | Union centriste                                             | Conseiller municipal de Meudon               |
| Pierre Ouzoulias            |  | PCF      | Communiste, républicain, citoyen et écologiste              | Conseiller départemental de Bagneux          |

### Conseillers départementaux

Cantons et affiliations à l'issue des élections de 2021.

| Canton                 | Conseiller Sortant       | Parti | Parti | Conseiller élu            | Parti | Parti |
| ---------------------- | ------------------------ | ----- | ----- | ------------------------- | ----- | ----- |
| Antony                 | Véronique Bergerol       |       | LR    | Véronique Bergerol        |       | LR    |
| Antony                 | Jacques Legrand          |       | LR    | Jean-Yves Sénant          |       | LR    |
| Asnières-sur-Seine     | Josiane Fischer          |       | UDI   | Josiane Fischer           |       | UDI   |
| Asnières-sur-Seine     | André Mancipoz           |       | LR    | Thomas Lam                |       | LR    |
| Bagneux                | Marie-Hélène Amiable     |       | PCF   | Hélène Cillieres          |       | PCF   |
| Bagneux                | Pierre Ouzoulias         |       | PCF   | Pierre Ouzoulias          |       | PCF   |
| Boulogne-Billancourt-1 | Pierre-Christophe Baguet |       | LR    | Pierre-Christophe Baguet  |       | LR    |
| Boulogne-Billancourt-1 | Armelle Gendarme         |       | UDI   | Marie-Noëlle Charoy       |       | UDI   |
| Boulogne-Billancourt-2 | Grégoire de La Roncière  |       | DVD   | Grégoire de La Roncière   |       | DVD   |
| Boulogne-Billancourt-2 | Maurie-Laure Godin       |       | LR    | Maurie-Laure Godin        |       | LR    |
| Châtenay-Malabry       | Nathalie Léandri         |       | UDI   | Nathalie Léandri          |       | UDI   |
| Châtenay-Malabry       | Georges Siffredi         |       | LR    | Georges Siffredi          |       | LR    |
| Châtillon              | Anne-Christine Bataille  |       | LR    | Astrid Brobecker          |       | EÉLV  |
| Châtillon              | Laurent Vastel           |       | UDI   | Lounes Adjroud            |       | PS    |
| Clamart                | Jean-Didier Berger       |       | SL    | Yves Coscas               |       | LR    |
| Clamart                | Isabelle Debré           |       | LR    | Sandrine Bourg            |       | LR    |
| Clichy                 | Alice Le Moal            |       | MoDem | Alice Le Moal             |       | MoDem |
| Clichy                 | Rémi Muzeau              |       | DVD   | Rémi Muzeau               |       | DVD   |
| Colombes-1             | Nicole Goueta            |       | LR    | Chantal Barthelemy-Ruiz   |       | PS    |
| Colombes-1             | Sébastien Perrotel       |       | UDI   | Najib Benarafa            |       | EÉLV  |
| Colombes-2             | Isabelle Caullery        |       | LR    | Isabelle Caullery         |       | LR    |
| Colombes-2             | Yves Révillon            |       | LR    | Yves Révillon             |       | LR    |
| Courbevoie-1           | Daniel Courtès           |       | LR    | Daniel Courtès            |       | LR    |
| Courbevoie-1           | Marie-Pierre Limoge      |       | UDI   | Nathaly Lederman          |       | LR    |
| Courbevoie-2           | Vincent Franchi          |       | LR    | Vincent Franchi           |       | LR    |
| Courbevoie-2           | Aurélie Taquillain       |       | LR    | Marie-Pierre Limoge       |       | UDI   |
| Gennevilliers          | Elsa Faucillon           |       | PCF   | Nadia Mouaddine           |       | PCF   |
| Gennevilliers          | Gabriel Massou           |       | PCF   | Denis Datcharry           |       | PCF   |
| Issy-les-Moulineaux    | Nathalie Pitrou          |       | UDI   | Nathalie Pitrou           |       | UDI   |
| Issy-les-Moulineaux    | Paul Subrini             |       | LR    | Ludovic Guilcher          |       | UDI   |
| Levallois-Perret       | Frédérique Collet        |       | Agir  | Agnès Pottier-Dumas       |       | LR    |
| Levallois-Perret       | Arnaud de Courson        |       | DVD   | David-Xavier Weiss        |       | CNIP  |
| Meudon                 | Denis Larghero           |       | UDI   | Denis Larghero            |       | UDI   |
| Meudon                 | Armelle Tilly            |       | LR    | Armelle Tilly             |       | LR    |
| Montrouge              | Catherine Picard         |       | PS    | Dominique Trichet-Allaire |       | EÉLV  |
| Montrouge              | Joaquim Timoteo          |       | PS    | Joaquim Timoteo           |       | PS    |
| Nanterre-1             | Laureen Genthon          |       | PCF   | Laureen Genthon           |       | PCF   |
| Nanterre-1             | Patrick Jarry            |       | DVG   | Patrick Jarry             |       | DVG   |
| Nanterre-2             | Camille Bedin            |       | LR    | Camille Bedin             |       | LR    |
| Nanterre-2             | Christian Dupuy          |       | LR    | Guillaume Boudy           |       | LR    |
| Neuilly-sur-Seine      | Alexandra Fourcade       |       | DVD   | Alexandra Fourcade        |       | DVD   |
| Neuilly-sur-Seine      | Olivier Larmurier        |       | DVD   | Jean-Christophe Fromantin |       | DVD   |
| Rueil-Malmaison        | Rita Demblon             |       | UDI   | Rita Demblon              |       | UDI   |
| Rueil-Malmaison        | Yves Menel               |       | LR    | Xabi Elizagoyen           |       | LR    |
| Saint-Cloud            | Jeanne Bécart            |       | LR    | Jeanne Bécart             |       | LR    |
| Saint-Cloud            | Éric Berdoati            |       | DVD   | Éric Berdoati             |       | DVD   |

### Conseillers régionaux
Présidence : Valérie Pécresse (Yvelines)
|            | Parti | Siège |
| ---------- | ----- | ----- |
| Majorité   |       |       |
|            | LR    | 13    |
|            | UDI   | 7     |
|            | MoDem | 2     |
|            | UDE   | 1     |
| Opposition |       |       |
|            | EELV  | 2     |
|            | LFI   | 2     |
|            | LREM  | 2     |
|            | RN    | 2     |
|            | PS    | 1     |
|            | G.s   | 1     |
|            | PRG   | 1     |

### Maires

Carte des 36 communes des Hauts-de-Seine au 1er janvier 2022.

| Commune              | Maire                     |  | Parti | Élection | Population |
| -------------------- | ------------------------- |  | ----- | -------- | ---------- |
| Antony               | Jean-Yves Sénant          |  | LR    | 2003     | 64 026     |
| Asnières-sur-Seine   | Manuel Aeschlimann        |  | LR    | 2014     | 91 457     |
| Bagneux              | Marie-Hélène Amiable      |  | PCF   | 2004     | 43 647     |
| Boulogne-Billancourt | Pierre-Christophe Baguet  |  | LR    | 2008     | 120 205    |
| Châtenay-Malabry     | Carl Segaud               |  | LR    | 2020     | 35 490     |
| Châtillon            | Nadège Azzaz              |  | PS    | 2020     | 36 224     |
| Clamart              | Jean-Didier Berger        |  | LR-SL | 2014     | 56 882     |
| Clichy               | Rémi Muzeau               |  | LR-SL | 2015     | 65 102     |
| Colombes             | Patrick Chaimovitch       |  | LÉ    | 2020     | 90 692     |
| Courbevoie           | Jacques Kossowski         |  | LR    | 1995     | 81 945     |
| Gennevilliers        | Patrice Leclerc           |  | PCF   | 2014     | 50 874     |
| Issy-les-Moulineaux  | André Santini             |  | UDI   | 1980     | 67 695     |
| Levallois-Perret     | Agnès Pottier-Dumas       |  | LR    | 2020     | 68 412     |
| Malakoff             | Jacqueline Belhomme       |  | PCF   | 2015     | 30 183     |
| Meudon               | Denis Larghero            |  | UDI   | 2017     | 46 722     |
| Montrouge            | Étienne Lengereau         |  | UDI   | 2016     | 46 273     |
| Nanterre             | Raphaël Adam              |  | DVG   | 2023     | 98 119     |
| Neuilly-sur-Seine    | Jean-Christophe Fromantin |  | TEM   | 2008     | 59 200     |
| Puteaux              | Joëlle Ceccaldi-Raynaud   |  | LR    | 2004     | 44 198     |
| Rueil-Malmaison      | Patrick Ollier            |  | LR    | 2004     | 80 842     |
| Suresnes             | Guillaume Boudy           |  | LR    | 2020     | 48 932     |

## Résultats électoraux

### Élections législatives
|      |      |      |      |      |      |      |      |      | 1re                                                | 1re                                                | 2e                                                 | 2e                                                 | 3e                                                 | 3e                                                 | 4e                                                 | 4e                                                 | 5e                                                 | 5e                                                 | 6e                                                 | 6e                                                 | 7e                                                 | 7e                                                 | 8e                                                 | 8e                                                 | 9e                                                 | 9e                                                 | 10e                                                | 10e                                                | 11e                                                | 11e                                                | 12e                                                | 12e                                                | 13e                                                | 13e                                                |
| ---- | ---- | ---- | ---- | ---- | ---- | ---- | ---- | ---- | -------------------------------------------------- | -------------------------------------------------- | -------------------------------------------------- | -------------------------------------------------- | -------------------------------------------------- | -------------------------------------------------- | -------------------------------------------------- | -------------------------------------------------- | -------------------------------------------------- | -------------------------------------------------- | -------------------------------------------------- | -------------------------------------------------- | -------------------------------------------------- | -------------------------------------------------- | -------------------------------------------------- | -------------------------------------------------- | -------------------------------------------------- | -------------------------------------------------- | -------------------------------------------------- | -------------------------------------------------- | -------------------------------------------------- | -------------------------------------------------- | -------------------------------------------------- | -------------------------------------------------- | -------------------------------------------------- | -------------------------------------------------- |
| 2024 | 2024 | 2024 | 2024 | 2024 | 2024 | 2024 | 2024 | 2024 |                                                    | PCF                                                |                                                    | LR                                                 |                                                    | LR                                                 |                                                    | LÉ                                                 |                                                    | RE                                                 |                                                    | RE                                                 |                                                    | RE                                                 |                                                    | RE                                                 |                                                    | RE                                                 |                                                    | RE                                                 |                                                    | LFI                                                |                                                    | LR                                                 |                                                    | RE                                                 |
| 2022 | 2022 | 2022 | 2022 | 2022 | 2022 | 2022 | 2022 | 2022 |                                                    | PCF                                                |                                                    | EÉLV                                               |                                                    | LR                                                 |                                                    | EÉLV                                               |                                                    | LREM                                               |                                                    | LREM                                               |                                                    | LREM                                               |                                                    | LREM                                               |                                                    | LREM                                               |                                                    | LREM                                               |                                                    | LFI                                                |                                                    | MoDem                                              |                                                    | LREM                                               |
| 2017 | 2017 | 2017 | 2017 | 2017 | 2017 | 2017 | 2017 | 2017 |                                                    | PCF                                                |                                                    | LREM                                               |                                                    | LREM                                               |                                                    | LREM                                               |                                                    | LREM                                               |                                                    | LR                                                 |                                                    | LREM                                               |                                                    | LREM                                               |                                                    | LR                                                 |                                                    | LREM                                               |                                                    | LREM                                               |                                                    | MoDem                                              |                                                    | LREM                                               |
| 2012 | 2012 | 2012 | 2012 | 2012 | 2012 | 2012 | 2012 | 2012 |                                                    | PS                                                 |                                                    | PS                                                 |                                                    | UMP                                                |                                                    | FG                                                 |                                                    | UMP                                                |                                                    | DVD                                                |                                                    | UMP                                                |                                                    | UMP                                                |                                                    | DVD                                                |                                                    | NC                                                 |                                                    | PS                                                 |                                                    | PS                                                 |                                                    | UMP                                                |
| 2007 | 2007 | 2007 | 2007 | 2007 | 2007 | 2007 | 2007 | 2007 |                                                    | PCF                                                |                                                    | UMP                                                |                                                    | UMP                                                |                                                    | PCF                                                |                                                    | UMP                                                |                                                    | UMP                                                |                                                    | UMP                                                |                                                    | UMP                                                |                                                    | UMP                                                |                                                    | NC                                                 |                                                    | PCF                                                |                                                    | UMP                                                |                                                    | UMP                                                |
| 2002 | 2002 | 2002 | 2002 | 2002 | 2002 | 2002 | 2002 | 2002 |                                                    | PCF                                                |                                                    | UMP                                                |                                                    | UMP                                                |                                                    | PCF                                                |                                                    | DVD                                                |                                                    | UMP                                                |                                                    | UMP                                                |                                                    | UMP                                                |                                                    | UMP                                                |                                                    | UDF                                                |                                                    | PCF                                                |                                                    | RPF                                                |                                                    | UMP                                                |
| 1997 | 1997 | 1997 | 1997 | 1997 | 1997 | 1997 | 1997 | 1997 |                                                    | PCF                                                |                                                    | RPR                                                |                                                    | RPR                                                |                                                    | PCF                                                |                                                    | RPR                                                |                                                    | RPR                                                |                                                    | RPR                                                |                                                    | RPR                                                |                                                    | UDF                                                |                                                    | UDF                                                |                                                    | PCF                                                |                                                    | UDF                                                |                                                    | RPR                                                |
| 1993 | 1993 | 1993 | 1993 | 1993 | 1993 | 1993 | 1993 | 1993 |                                                    | PCF                                                |                                                    | DVD                                                |                                                    | UDF                                                |                                                    | RPR                                                |                                                    | RPR                                                |                                                    | RPR                                                |                                                    | RPR                                                |                                                    | RPR                                                |                                                    | RPR                                                |                                                    | UDF                                                |                                                    | PCF                                                |                                                    | UDF                                                |                                                    | RPR                                                |
| 1988 | 1988 | 1988 | 1988 | 1988 | 1988 | 1988 | 1988 | 1988 |                                                    | PCF                                                |                                                    | RPR                                                |                                                    | UDF                                                |                                                    | PS                                                 |                                                    | RPR                                                |                                                    | RPR                                                |                                                    | RPR                                                |                                                    | RPR                                                |                                                    | RPR                                                |                                                    | UDF                                                |                                                    | PS                                                 |                                                    | UDF                                                |                                                    | RPR                                                |
| 1986 | 1986 | 1986 | 1986 | 1986 | 1986 | 1986 | 1986 | 1986 | Scrutin proportionnel plurinominal par département | Scrutin proportionnel plurinominal par département | Scrutin proportionnel plurinominal par département | Scrutin proportionnel plurinominal par département | Scrutin proportionnel plurinominal par département | Scrutin proportionnel plurinominal par département | Scrutin proportionnel plurinominal par département | Scrutin proportionnel plurinominal par département | Scrutin proportionnel plurinominal par département | Scrutin proportionnel plurinominal par département | Scrutin proportionnel plurinominal par département | Scrutin proportionnel plurinominal par département | Scrutin proportionnel plurinominal par département | Scrutin proportionnel plurinominal par département | Scrutin proportionnel plurinominal par département | Scrutin proportionnel plurinominal par département | Scrutin proportionnel plurinominal par département | Scrutin proportionnel plurinominal par département | Scrutin proportionnel plurinominal par département | Scrutin proportionnel plurinominal par département | Scrutin proportionnel plurinominal par département | Scrutin proportionnel plurinominal par département | Scrutin proportionnel plurinominal par département | Scrutin proportionnel plurinominal par département | Scrutin proportionnel plurinominal par département | Scrutin proportionnel plurinominal par département |
| 1981 | 1981 | 1981 | 1981 | 1981 | 1981 | 1981 | 1981 | 1981 |                                                    | PCF                                                |                                                    | RPR                                                |                                                    | PCF                                                |                                                    | PCF                                                |                                                    | UDF                                                |                                                    | CNIP                                               |                                                    | PCF                                                |                                                    | RPR                                                |                                                    | RPR                                                |                                                    | RPR                                                |                                                    | PCF                                                |                                                    | PS                                                 |                                                    | PS                                                 |
| 1978 | 1978 | 1978 | 1978 | 1978 | 1978 | 1978 | 1978 | 1978 |                                                    | PCF                                                |                                                    | RPR                                                |                                                    | PCF                                                |                                                    | PCF                                                |                                                    | UDF                                                |                                                    | DVD                                                |                                                    | PCF                                                |                                                    | RPR                                                |                                                    | RPR                                                |                                                    | RPR                                                |                                                    | PCF                                                |                                                    | UDF                                                |                                                    | CNIP                                               |
| 1973 | 1973 | 1973 | 1973 | 1973 | 1973 | 1973 | 1973 | 1973 |                                                    | PCF                                                |                                                    | UDR                                                |                                                    | PCF                                                |                                                    | PCF                                                |                                                    | RI                                                 |                                                    | UDR                                                |                                                    | PCF                                                |                                                    | UDR                                                |                                                    | UDR                                                |                                                    | UDR                                                |                                                    | PCF                                                |                                                    | UDR                                                |                                                    | MR                                                 |
| 1968 | 1968 | 1968 | 1968 | 1968 | 1968 | 1968 | 1968 | 1968 |                                                    | PCF                                                |                                                    | UDR                                                |                                                    | UDR                                                |                                                    | UDR                                                |                                                    | RI                                                 |                                                    | UDR                                                |                                                    | PCF                                                |                                                    | UDR                                                |                                                    | UDR                                                |                                                    | UDR                                                |                                                    | PCF                                                |                                                    | UDR                                                |                                                    | UDR                                                |
| 1967 | 1967 | 1967 | 1967 | 1967 | 1967 | 1967 | 1967 | 1967 |                                                    | PCF                                                |                                                    | UD-Ve                                              |                                                    | UD-Ve                                              |                                                    | PCF                                                |                                                    | RI                                                 |                                                    | UD-Ve                                              |                                                    | PCF                                                |                                                    | UD-Ve                                              |                                                    | UD-Ve                                              |                                                    | UD-Ve                                              |                                                    | PCF                                                |                                                    | PCF                                                |                                                    | UD-Ve                                              |